# Vienna Leacock
Vienna Leacock (* Vancouver, British Columbia) ist eine kanadische Schauspielerin und Synchronsprecherin.

## Leben
Leacock wurde in Vancouver geboren. Ihr Vater ist der Schauspieler und Synchronsprecher Viv Leacock, ihr Onkel ist der Schauspieler Richard Leacock. Ihr Bruder Elias Leacock ist ebenfalls als Schauspieler tätig. Sie ist trinidadischer und philippinischer Herkunft. 2017 sprach sie im Animationsfernsehfilm Ready Jet Go! Back to Bortron 7 die Rolle der Sydney. Dieselbe Rolle sprach sie im Folgejahr in 14 Episoden der Animationsserie Ready Jet Go!. Seit 2019 ist sie in der Rolle der Trini in der Zeichentrickserie Molly of Denali zu hören. 2020 gab sie ihr Filmschauspieldebüt im Fernsehfilm Time for Us to Come Home for Christmas. Seit 2021 spielt sie in der Fernsehserie Janette Oke: Die Coal Valley Saga die Rolle der Angela Canfield. Teile ihrer dortigen Serienfamilie werden von ihrem Vater und ihrem Bruder dargestellt.

## Filmografie (Auswahl)

### Schauspiel
- 2020: Time for Us to Come Home for Christmas (Fernsehfilm)
- seit 2021: Janette Oke: Die Coal Valley Saga (When Calls the Heart, Fernsehserie)
- 2024: Confessions of a Cam Girl

### Synchronisationen
- 2017: Ready Jet Go! Back to Bortron 7 (Animationsfernsehfilm)
- 2018: Ready Jet Go! (Animationsserie, 14 Episoden)
- seit 2019: Molly of Denali (Zeichentrickserie)
- 2023: Ready Jet Go! Space Camp (Animationsfilm)